# Foot Village
Foot Village es una banda de rock enmarcada en la corriente noise rock formada en el año 2006 en Los Ángeles. 

## Miembros actuales
- Brian Miller - voz, batería
- Joshua Taylor - batería
- Grace Lee - voz, batería
- Dan Rowan - batería

## Discografía

### Álbumes
- Fuck The Future, 2007
- Friendship Nation, 2008
- Fuck The Future II, 2009
- Anti-magic, 2009

### Sencillos
- Foot Village / 60 Watt Kid, split
- Lovers With Iraqis/Totally Tween, 2011

### Recopilaciones
- Deathbomb Digital Singles Club, 2010
- Pro-Creation Rockers, online comp, 2010

## Videos
- Live at the Smell, DVD
- Live on VPRO[1]